# Fletxa Brabançona 2021
La Fletxa Brabançona 2021 va ser la 61a edició de la Fletxa Brabançona. Es disputà el 14 d'abril de 2021 sobre un recorregut de 202,2 km amb sortida a Lovaina i arribada a Overijse. La cursa formava part de l'UCI ProSeries amb una categoria 1.Pro.
El vencedor final fou el britànic Tom Pidcock (Ineos Grenadiers), que s'imposà a l'esprint als seus dos companys d'escapada, el belga Wout Van Aert (Team Jumbo-Visma) i Matteo Trentin (UAE Team Emirates), segon i tercer respectivament.

## Equips
L'organització convidà a 25 equips a prendre part en aquesta edició de la Fletxa Brabançona.
| WorldTeams (15)- Deceuninck-Quick Step - Lotto Soudal - AG2R La Mondiale - Astana - Bahrain McLaren - Bora-Hansgrohe - CCC Team - Cofidis - Ineos Grenadiers - Israel Start-Up Nation - Mitchelton-Scott - NTT Pro Cycling - Team Sunweb - Trek-Segafredo - UAE Team Emirates ProTeams (10)- Alpecin-Fenix - Sport Vlaanderen-Baloise - Circus-Wanty Gobert - Bingoal-Wallonie Bruxelles - Arkéa-Samsic - B&B Hotels-Vital Concept p/b KTM - Gazprom-RusVelo - Team Novo Nordisk - Riwal Securitas - Total Direct Énergie |
| |

## Classificació final
| \| Classificació general \| Classificació general \| Classificació general \| Classificació general \| Classificació general \| \| Corredor \| Corredor \| Equip \| Temps \| \| \| --------------------- \| --------------------- \| --------------------- \| --------------------- \| --------------------- \| \| 1r \| Thomas Pidcock \| Ineos Grenadiers \| 4h 36' 27" \| \| \| 2n \| Wout van Aert \| Jumbo-Visma \| + 0" \| \| \| 3r \| Matteo Trentin \| UAE Team Emirates \| + 2" \| \| \| 4t \| Ide Schelling \| Bora-Hansgrohe \| + 7" \| \| \| 5è \| Toms Skujiņš \| Trek-Segafredo \| + 7" \| \| \| 6è \| Robert Stannard \| Team BikeExchange \| + 7" \| \| \| 7è \| Dylan Teuns \| Bahrain Victorious \| + 7" \| \| \| 8è \| Benoît Cosnefroy \| AG2R Citroën Team \| + 7" \| \| \| 9è \| Oscar Riesebeek \| Alpecin-Fenix \| + 7" \| \| \| 10è \| Andreas Leknessund \| Team DSM \| + 12" \| \| |                    |                    |            |
| |                    |                    |            |
| Font: ProCyclingStats |                    |                    |            |
| Classificació general |                    |                    |            |
| Corredor | Corredor           | Equip              | Temps      |
| 1r | Thomas Pidcock     | Ineos Grenadiers   | 4h 36' 27" |
| 2n | Wout van Aert      | Jumbo-Visma        | + 0"       |
| 3r | Matteo Trentin     | UAE Team Emirates  | + 2"       |
| 4t | Ide Schelling      | Bora-Hansgrohe     | + 7"       |
| 5è | Toms Skujiņš       | Trek-Segafredo     | + 7"       |
| 6è | Robert Stannard    | Team BikeExchange  | + 7"       |
| 7è | Dylan Teuns        | Bahrain Victorious | + 7"       |
| 8è | Benoît Cosnefroy   | AG2R Citroën Team  | + 7"       |
| 9è | Oscar Riesebeek    | Alpecin-Fenix      | + 7"       |
| 10è | Andreas Leknessund | Team DSM           | + 12"      |